# Pheidole jonas
Pheidole jonas är en myrart som beskrevs av Auguste-Henri Forel 1907. Pheidole jonas ingår i släktet Pheidole och familjen myror. Inga underarter finns listade i Catalogue of Life.

## Bildgalleri

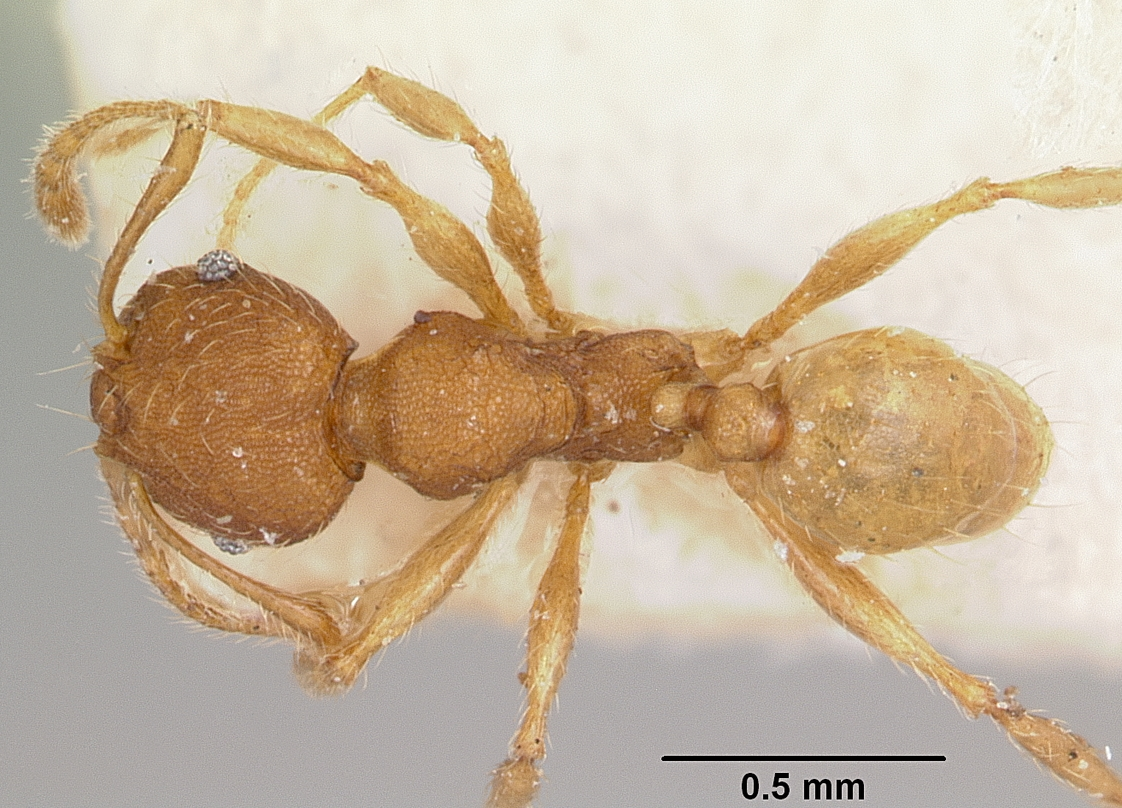
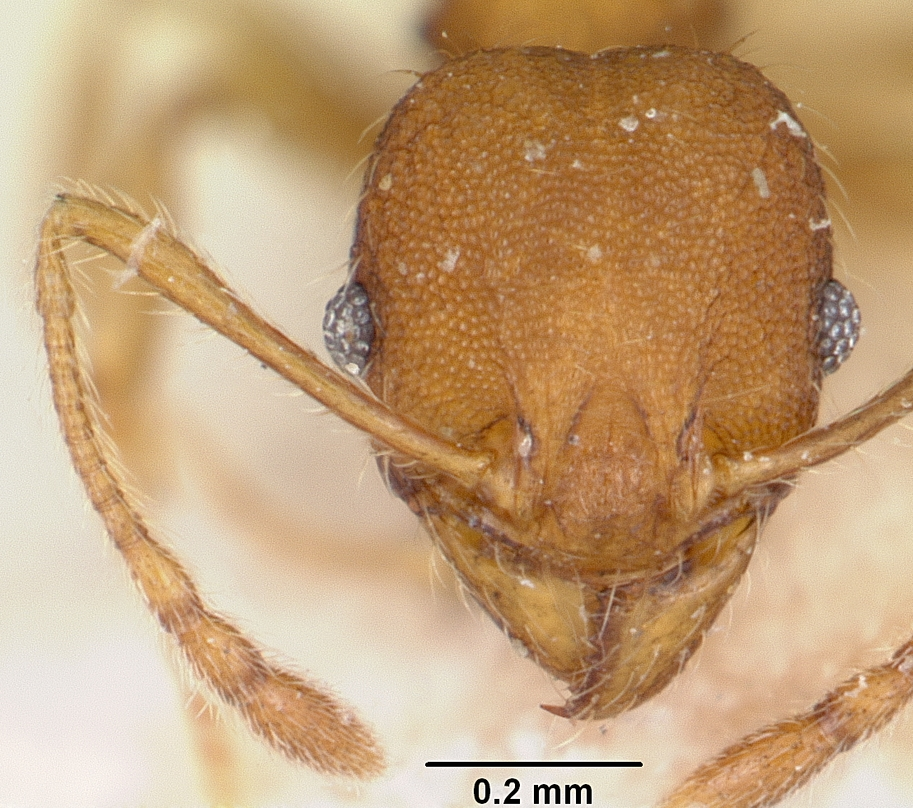
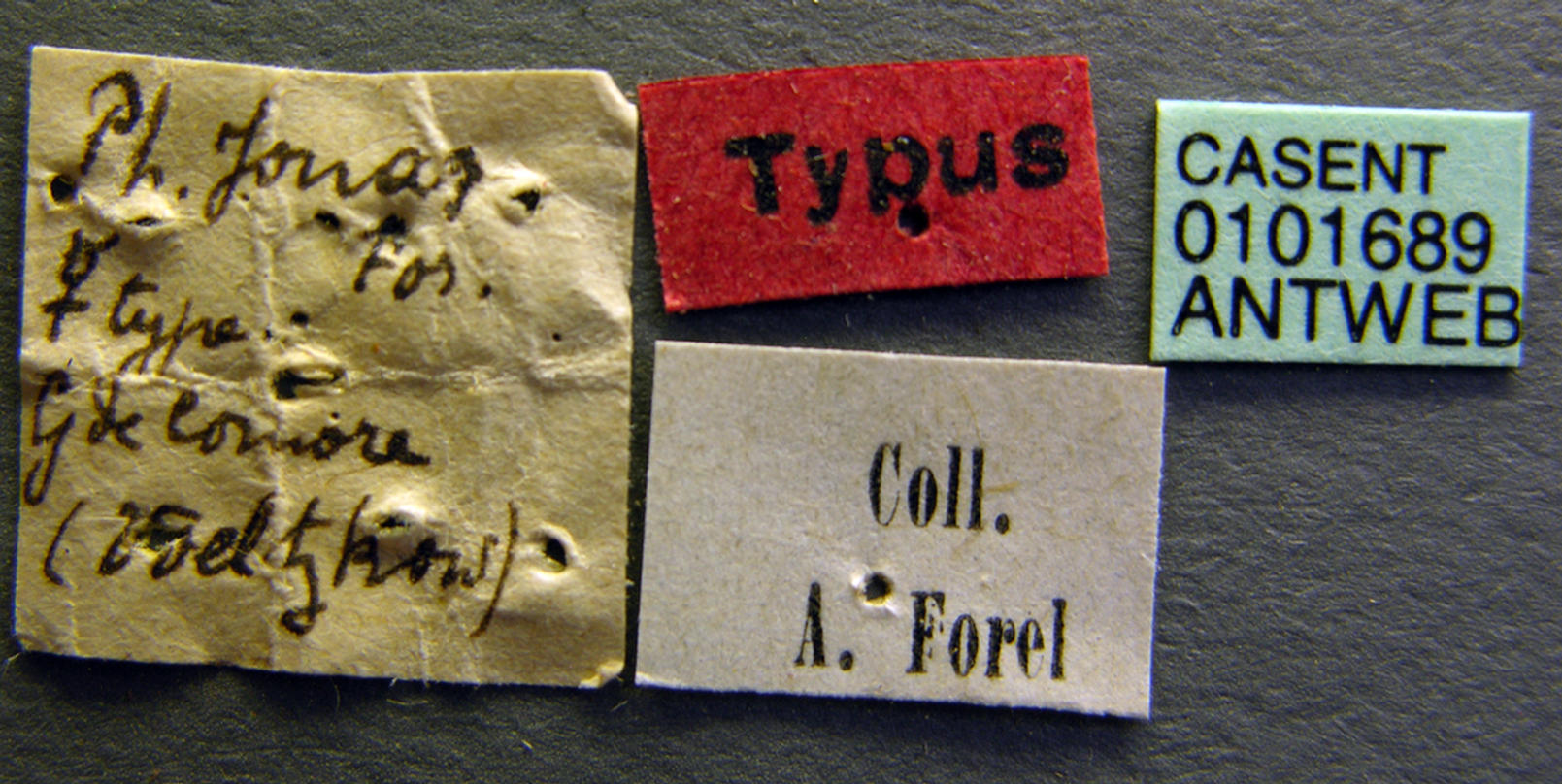
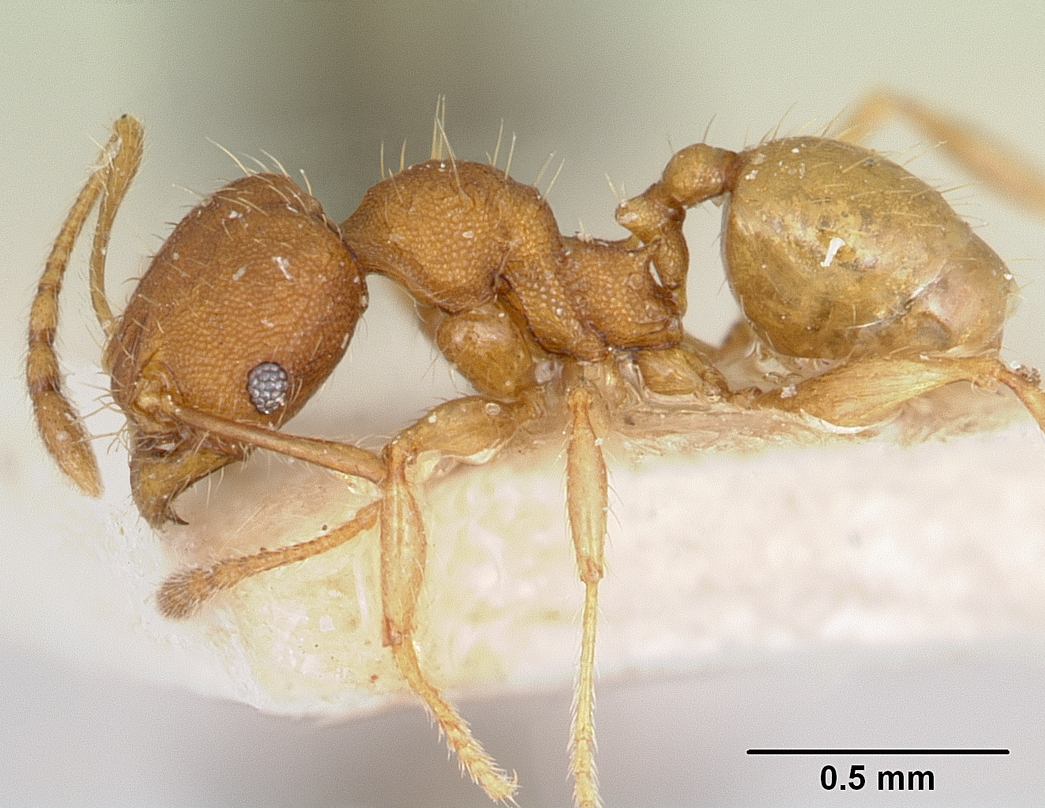
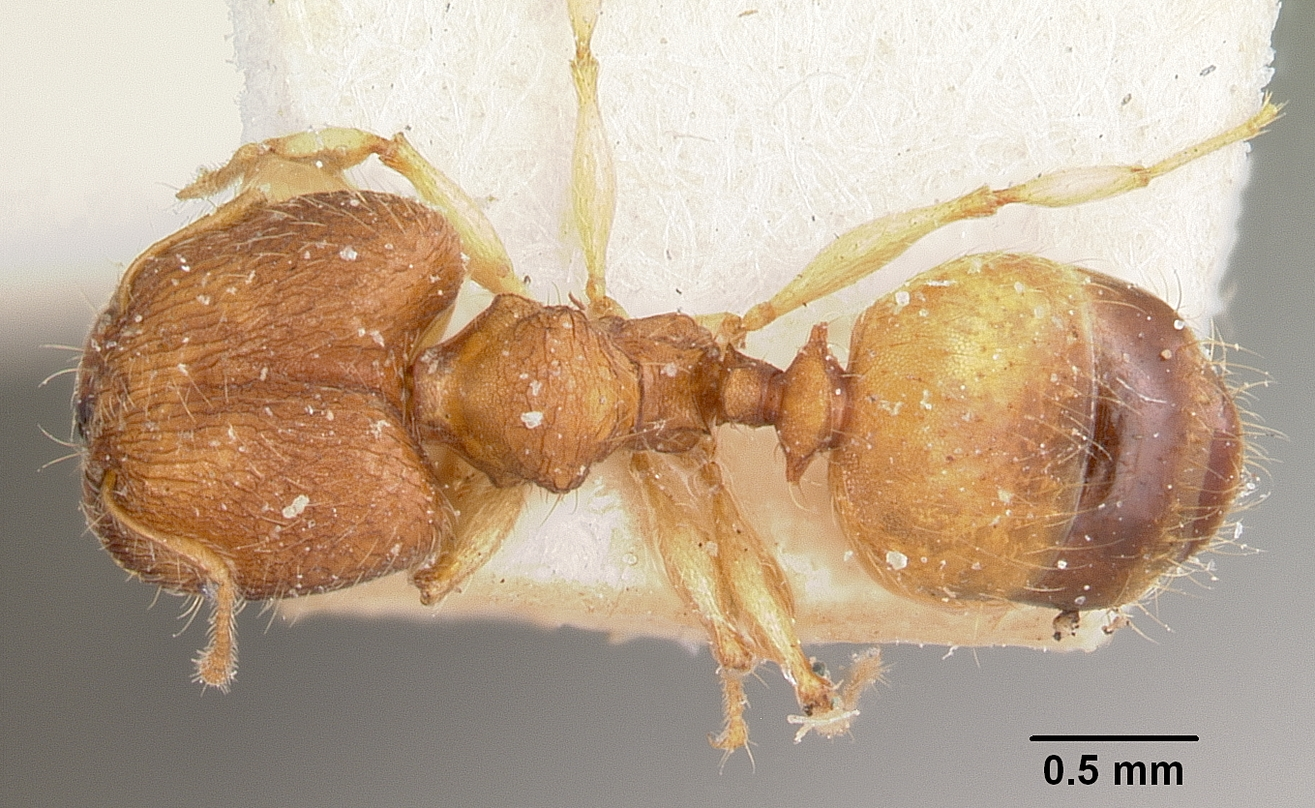
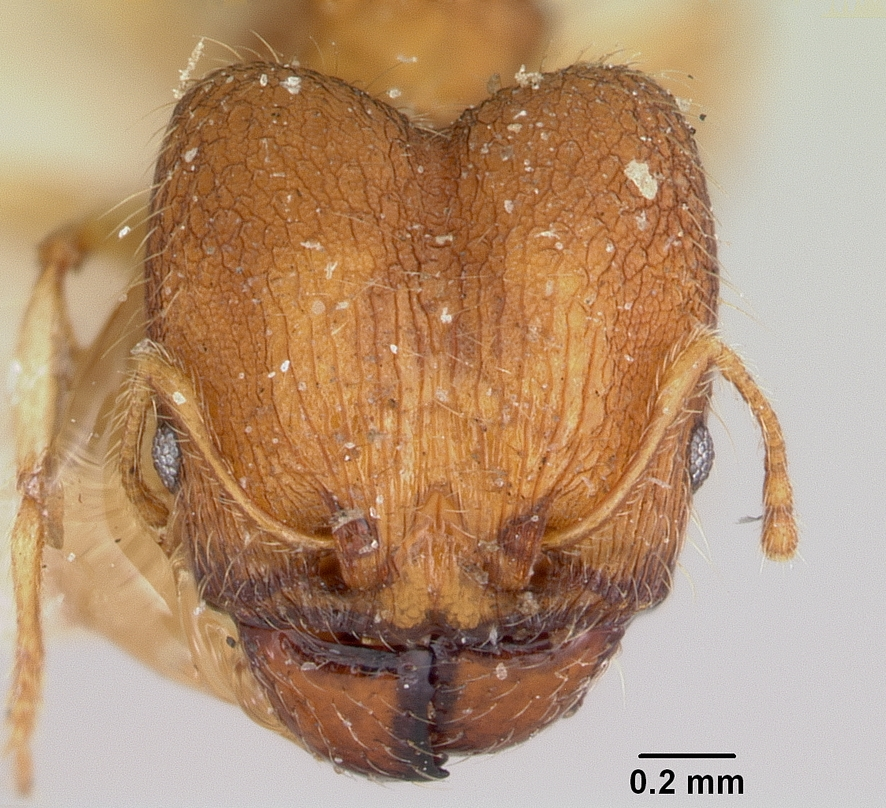